# Burni Umo
Burni Umo är ett berg i Indonesien.   Det ligger i provinsen Aceh, i den västra delen av landet, 1 600 km nordväst om huvudstaden Jakarta. Toppen på Burni Umo är 890 meter över havet, eller 111 meter över den omgivande terrängen. Bredden vid basen är 2,6 km.
Terrängen runt Burni Umo är kuperad åt sydost, men åt nordväst är den bergig. Runt Burni Umo är det mycket glesbefolkat, med 4 invånare per kvadratkilometer. Omgivningarna runt Burni Umo är en mosaik av jordbruksmark och naturlig växtlighet.